# Aya Koyama
Pour les articles homonymes, voir Koyama.
Aya Koyama (小山 亜矢, Koyama Aya), aussi populairement par son nom de scène Aliya (亜利弥’, Ariya) (née le 8 mars 1973 à Wakayama et morte le 27 août 2018 dans la même ville), est une catcheuse (lutteuse professionnelle), une pratiquante d'arts martiaux mixtes et une kick-boxeuse japonaise. 
Elle commence sa carrière comme catcheuse en 1996 à la JDStar (en). Elle oriente sa carrière dans les sport de combats dans les années 2000 et fait des arts martiaux mixtes et du kick-boxing. Aya Koyama est décédée le 27 août 2018 à l'âge de 45 ans en raison de cancer,,,,.

## Carrière de catcheuse
Koyama s'entraîne pour devenir catcheuse au dojo de la JDStar (en). Elle lutte ensuite à la All Japan Women's Pro-Wrestling et la Big Japan Pro Wrestling. En 2001, elle arrête sa carrière de catcheuse pour s'essayer aux arts martiaux mixtes ainsi qu'au kick-boxing.
Koyama reprend sa carrière de catcheuse en 2005 sous le nom d'Aliya.

## Carrière de pratiquante d'arts martiaux mixtes et de kick-boxeuse
Elle a commencé à concourir professionnellement à MMA à partir de mai 2001 et a perdu son match d'ouverture contre Anna Kopyrina (le 3 mai 2001). Elle a connu des débuts désastreux au cours de sa carrière d'arts martiaux mixtes en perdant ses cinq premiers matches consécutifs et a terminé sa carrière avec 4 victoires, 10 défaites et un match nul (4-10-1). Elle a combattu son dernier match de MMA alors qu'elle luttait contre le cancer de niveau 4 le 10 octobre 2010 après son retour aux arts martiaux mixtes après six ans et l'a perdu contre Miki Morifuji,.

## Palmarès

### En arts martiaux mixtes
| 15 combats     | 4 victoires | 10 défaites |
| Par KO         | 0           | 0           |
| Par soumission | 4           | 6           |
| Sur décision   | 0           | 4           |
| Égalités       | 1           | 1           |

| Résultat | Record | Adversaire       | Méthode                                 | Événement                                | Date             | Round | Temps | Lieu   | Notes |
| -------- | ------ | ---------------- | --------------------------------------- | ---------------------------------------- | ---------------- | ----- | ----- | ------ | ----- |
| Défaite  | 4-10-1 | Miki Morifuji    | Soumission (étranglement arrière)       | Jewels - 10th Ring                       | 10 octobre 2010  | 1     | 1:51  | Tokyo  |       |
| Victoire | 4-9-1  | Akiko Naito      | Soumission (clé de bras)                | GCM - Cross Section 1                    | 18 avril 2004    | 2     | 1:09  | Japon  |       |
| Victoire | 3-9-1  | Aiko Oshino      | Soumission (clé de bras)                | Deep - 13th Impact                       | 22 janvier 2004  | 2     | 1:08  | Tokyo  |       |
| Égalité  | 2-9-1  | Hiromi Takahashi | Égalité                                 | AJWPW - Tag League: The Best             | 19 décembre 2003 | 2     | 5:00  | Tokyo  |       |
| Défaite  | 2-9    | Izumi Noguchi    | Décision unanime                        | Smackgirl - Third Season 3               | 7 mai 2003       | 2     | 5:00  | Tokyo  |       |
| Défaite  | 2-8    | Naoko Torashima  | Soumission (clé de bras)                | Arkadia - Arkadia                        | 29 mars 2003     | 1     | 6:28  | Nagano |       |
| Défaite  | 2-7    | Maiko Okada      | Soumission (heel hook)                  | Smackgirl - Third Season 1               | 3 mars 2003      | 1     | 3:39  | Tokyo  |       |
| Victoire | 2-6    | Hiromi Kanai     | Soumission (scarf hold armlock)         | Smackgirl - Japan Cup 2002 Grand Final   | 29 décembre 2002 | 2     | 2:27  | Tokyo  |       |
| Défaite  | 1-6    | Mari Kaneko      | Décision unanime                        | Smackgirl - Japan Cup 2002 Opening Round | 5 octobre 2002   | 3     | 5:00  | Tokyo  |       |
| Victoire | 1-5    | Naomi Kawamata   | Soumission (clé de bras)                | Smackgirl - Summer Gate 2002             | 4 août 2002      | 1     | 2:30  | Tokyo  |       |
| Défaite  | 0-5    | Yoko Takahashi   | Soumission (étranglement en guillotine) | Zero1 - Impossible to Escape             | 7 juillet 2002   | 1     | 1:43  | Tokyo  |       |
| Défaite  | 0-4    | Asako Saioka     | Décision unanime                        | Smackgirl - Golden Gate 2002             | 6 mai 2002       | 3     | 5:00  | Tokyo  |       |
| Défaite  | 0-3    | Satoko Shinashi  | Soumission (clé de bras)                | Ax - Vol. 2: We Want To Shine            | 26 décembre 2001 | 1     | 2:29  | Tokyo  |       |
| Défaite  | 0-2    | Yuuki Kondo      | Décision unanime                        | Smackgirl - Fighting Chance              | 28 juin 2001     | 3     | 5:00  | Tokyo  |       |
| Défaite  | 0-1    | Anna Kopyrina    | Soumission technique (clé de bras)      | ReMix - Golden Gate 2001                 | 3 mai 2001       | 2     | 0:30  | Japon  |       |

### En catch
- REINA (ja)
  - 3 fois championne du monde par équipes de la REINA X (2 fois avec Aki Shizuku et 1 fois avec Makoto)[13]

### En kickboxing
| Résultats | Record | Adversaire       | Méthode  | Évènement                 | Date            | Lieu  | Notes                                  |
| --------- | ------ | ---------------- | -------- | ------------------------- | --------------- | ----- | -------------------------------------- |
| Défaite   | 1-3    | Nozomi Satake    | Décision | J-GIRLS Catch the Stone 9 | 25 juillet 2010 | Tokyo | [ 14 ]                                 |
| Victoire  | 1-2    | A.I              | Décision |                           | 19 janvier 2008 | Tokyo | [ 15 ]                                 |
| Défaite   | 0-2    | Kiyoshi Narazawa | Décision |                           | 4 février 2007  | Tokyo | [ 16 ]                                 |
| Défaite   | 0-1    | Mai Yanagawa     | Décision |                           | 29 octobre 2006 | Tokyo | Premier combat de kickboxing de Koyama |